# 2017년 함부르크 G20 정상회의

로고

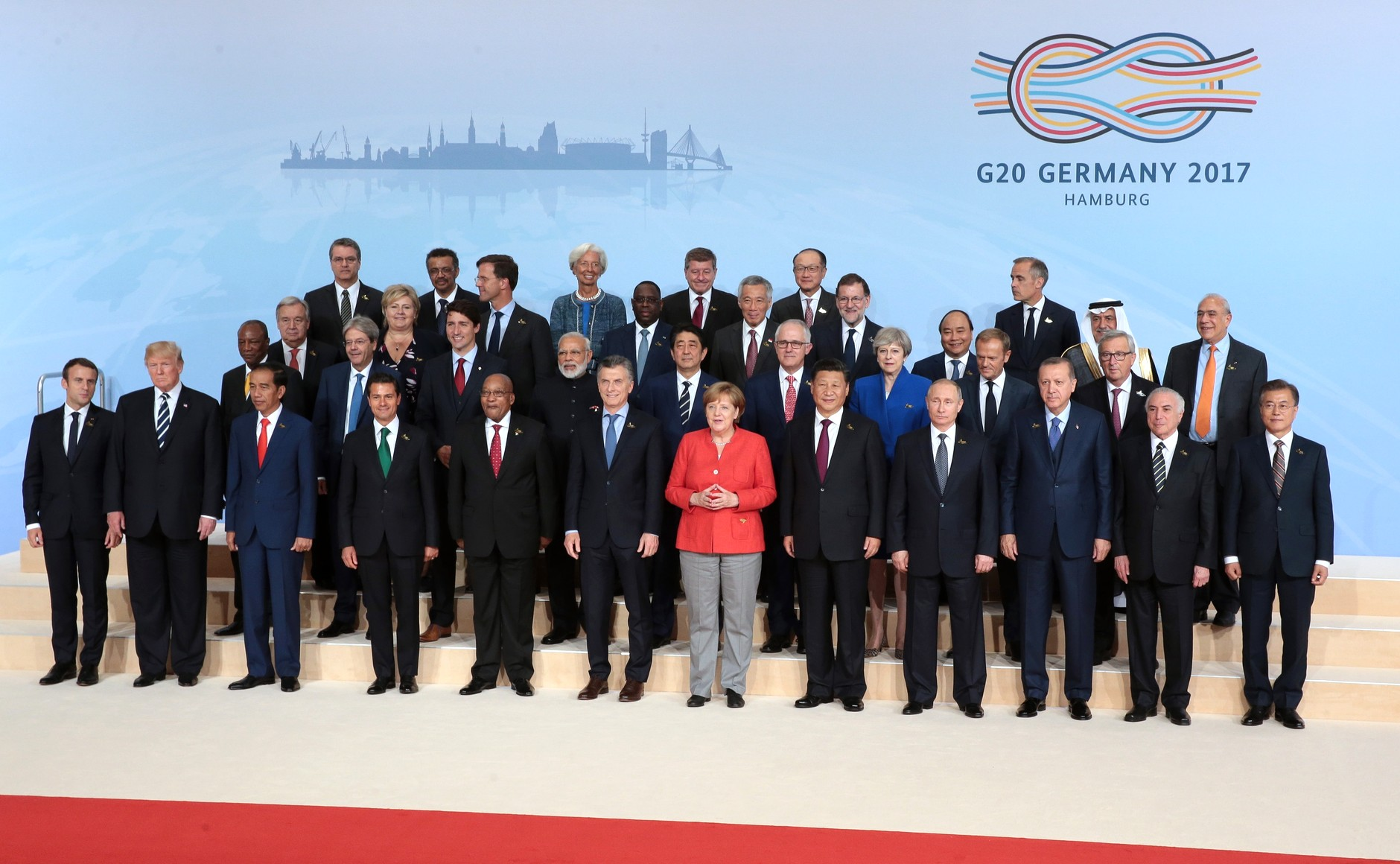
단체 사진

2017년 G20 함부르크 정상회담은 G20의 12번째 정상회담이다. 독일 함부르크에서 2017년 7월 7일부터 7월 8일까지 열렸다.

## 회원국 정상

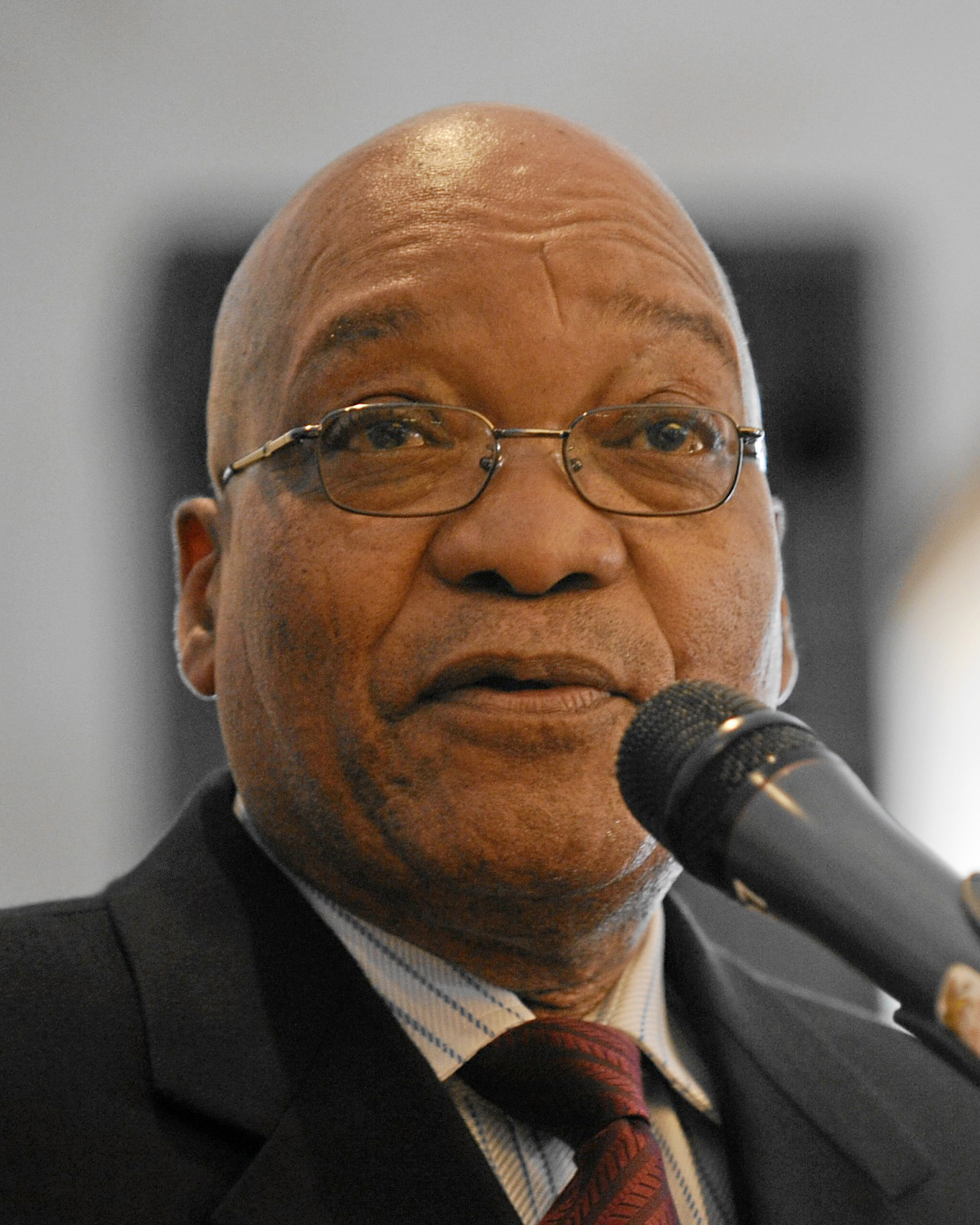
남아프리카 공화국 제이컵 주마 대통령
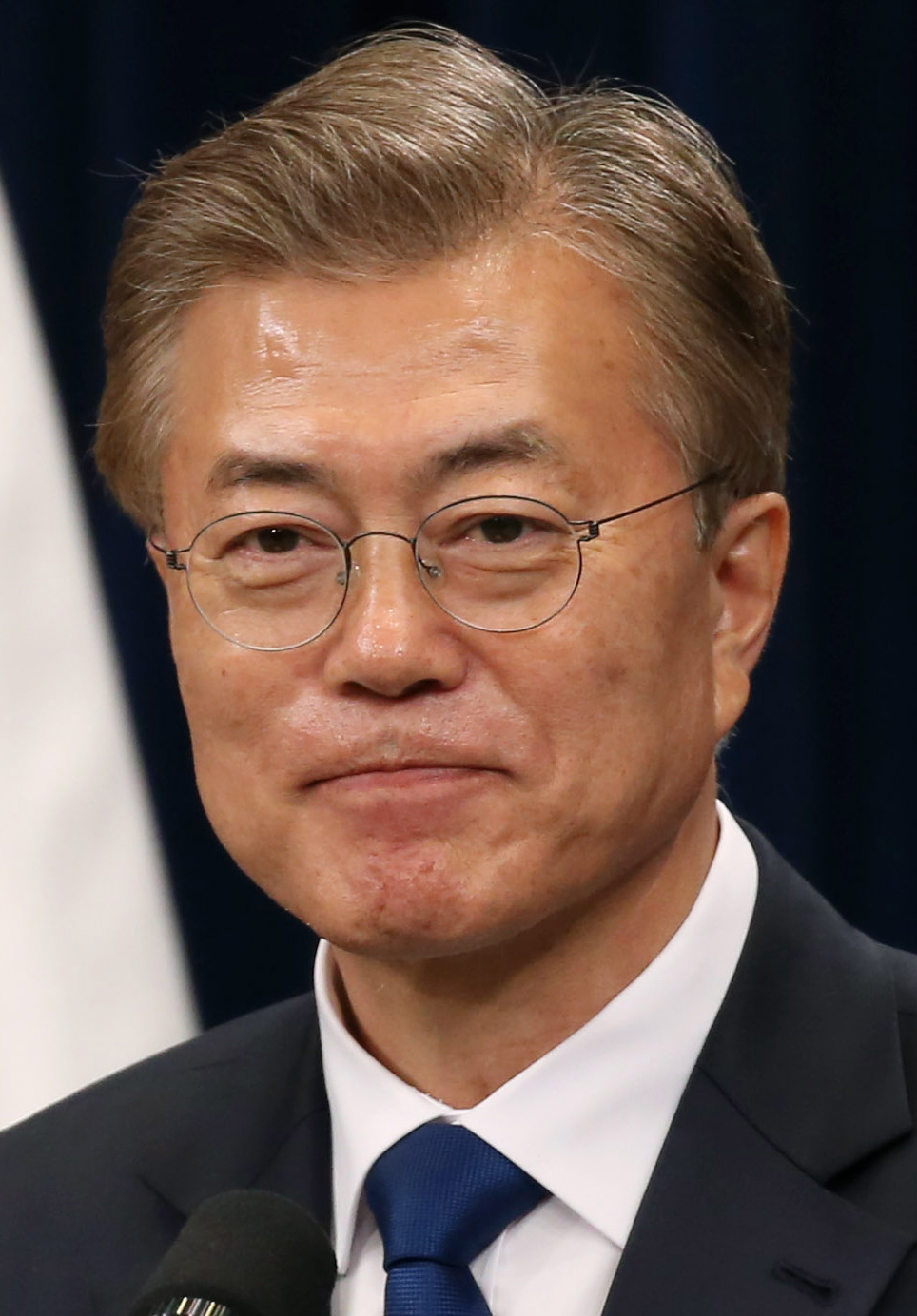
대한민국 문재인 대통령
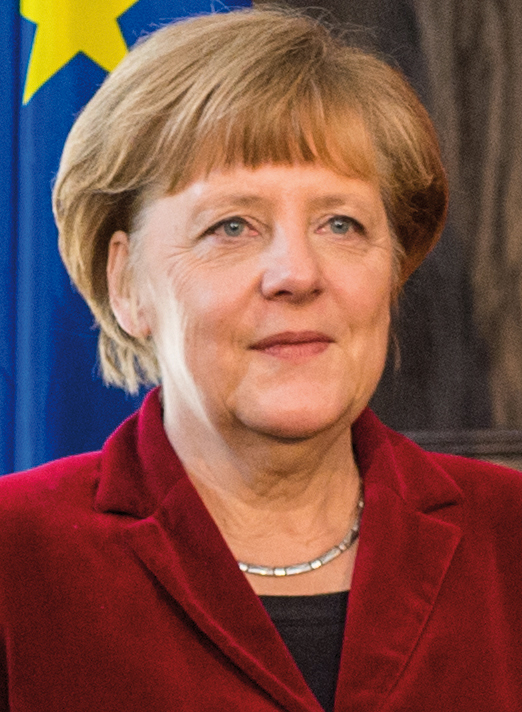
독일 앙겔라 메르켈 연방수상 (의장국)
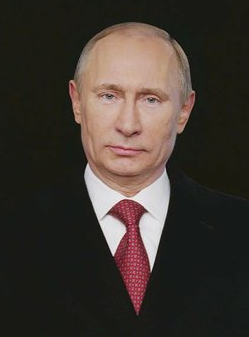
러시아 블라디미르 푸틴 대통령
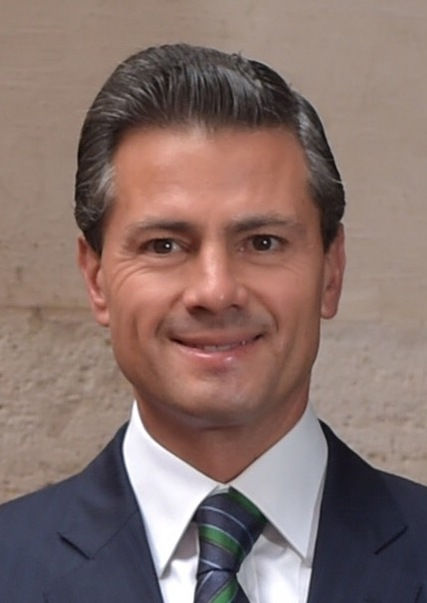
멕시코 엔리케 페냐 니에토 대통령
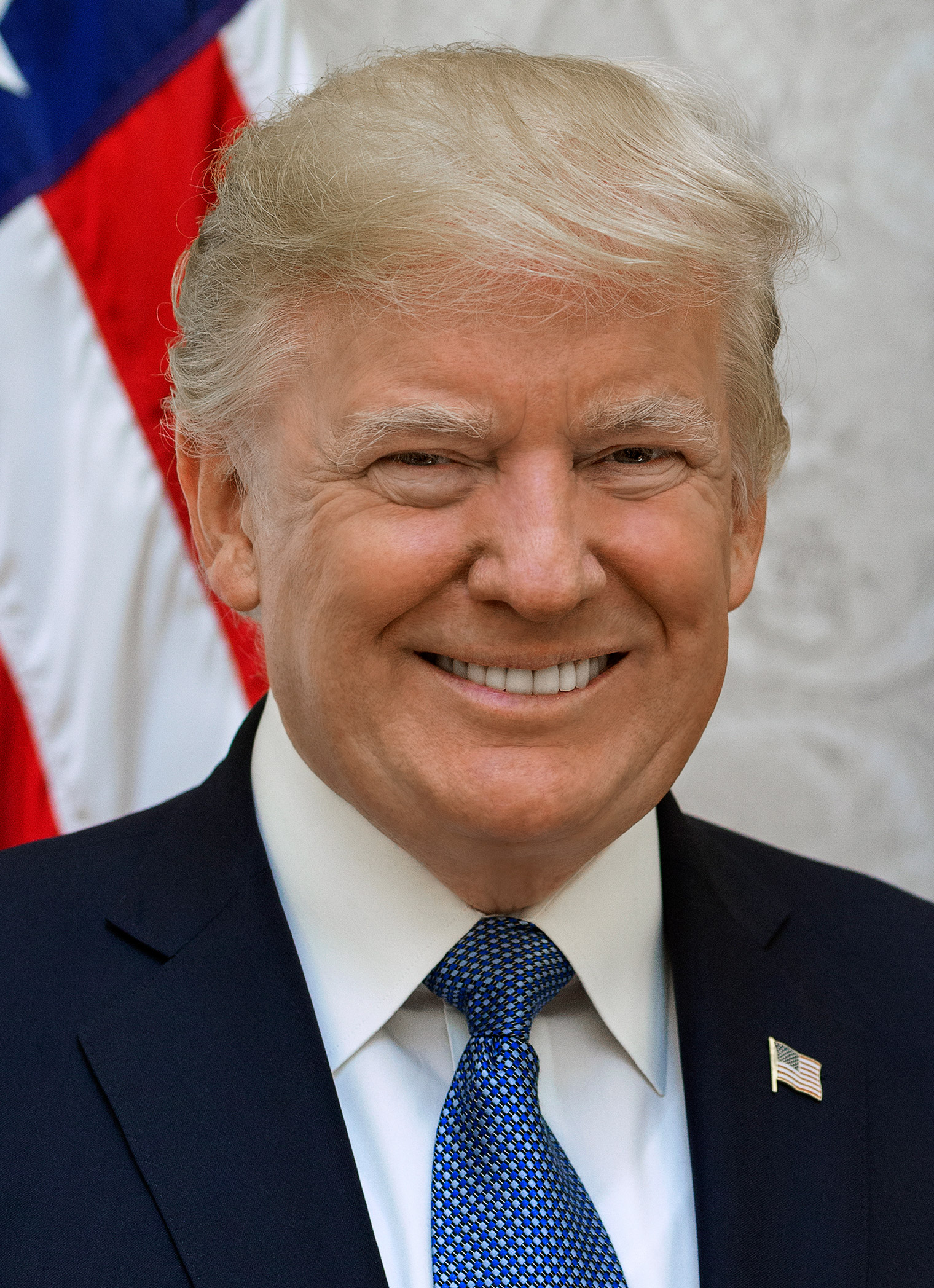
미국 도널드 트럼프 대통령
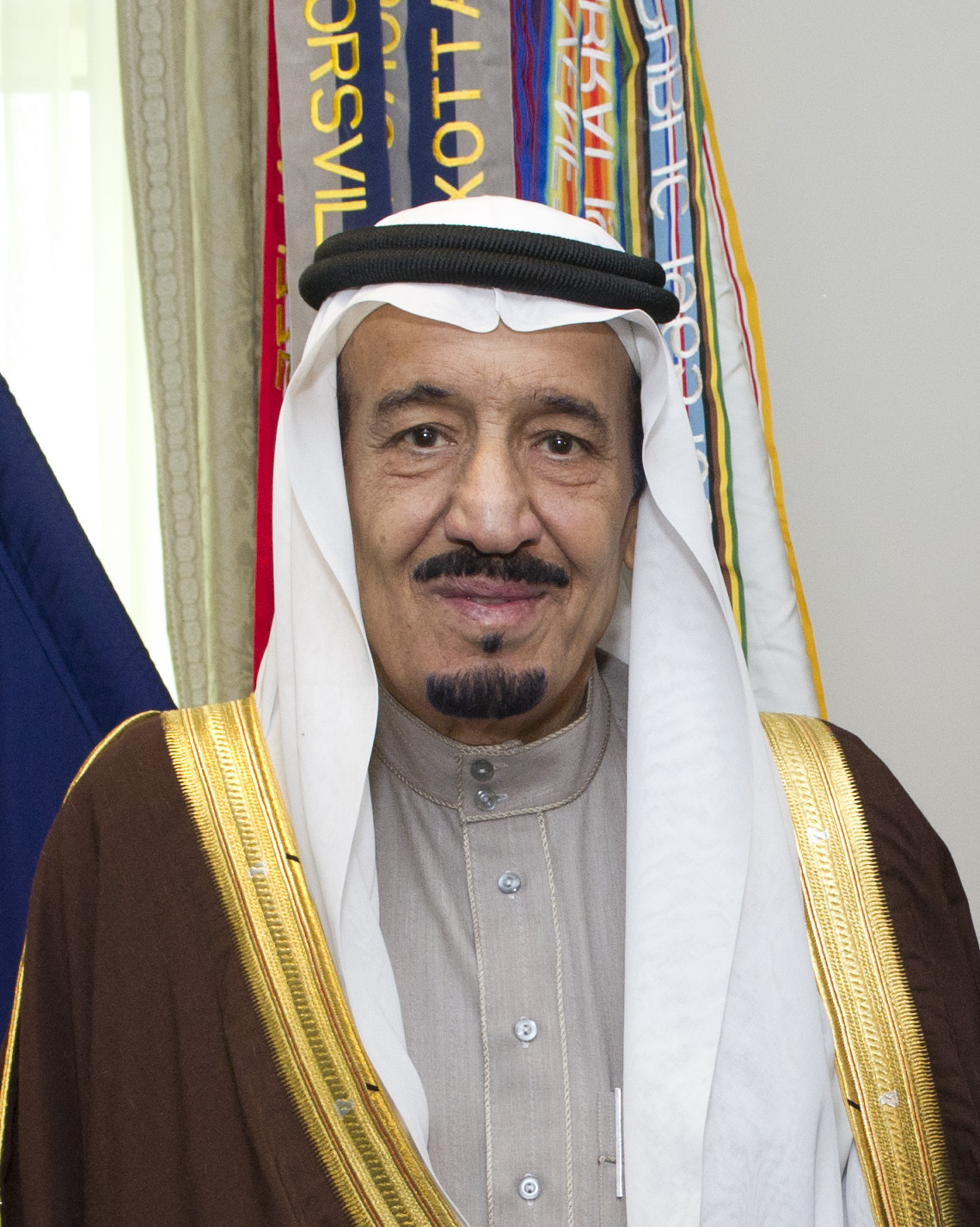
사우디아라비아 살만 알사우드 국왕
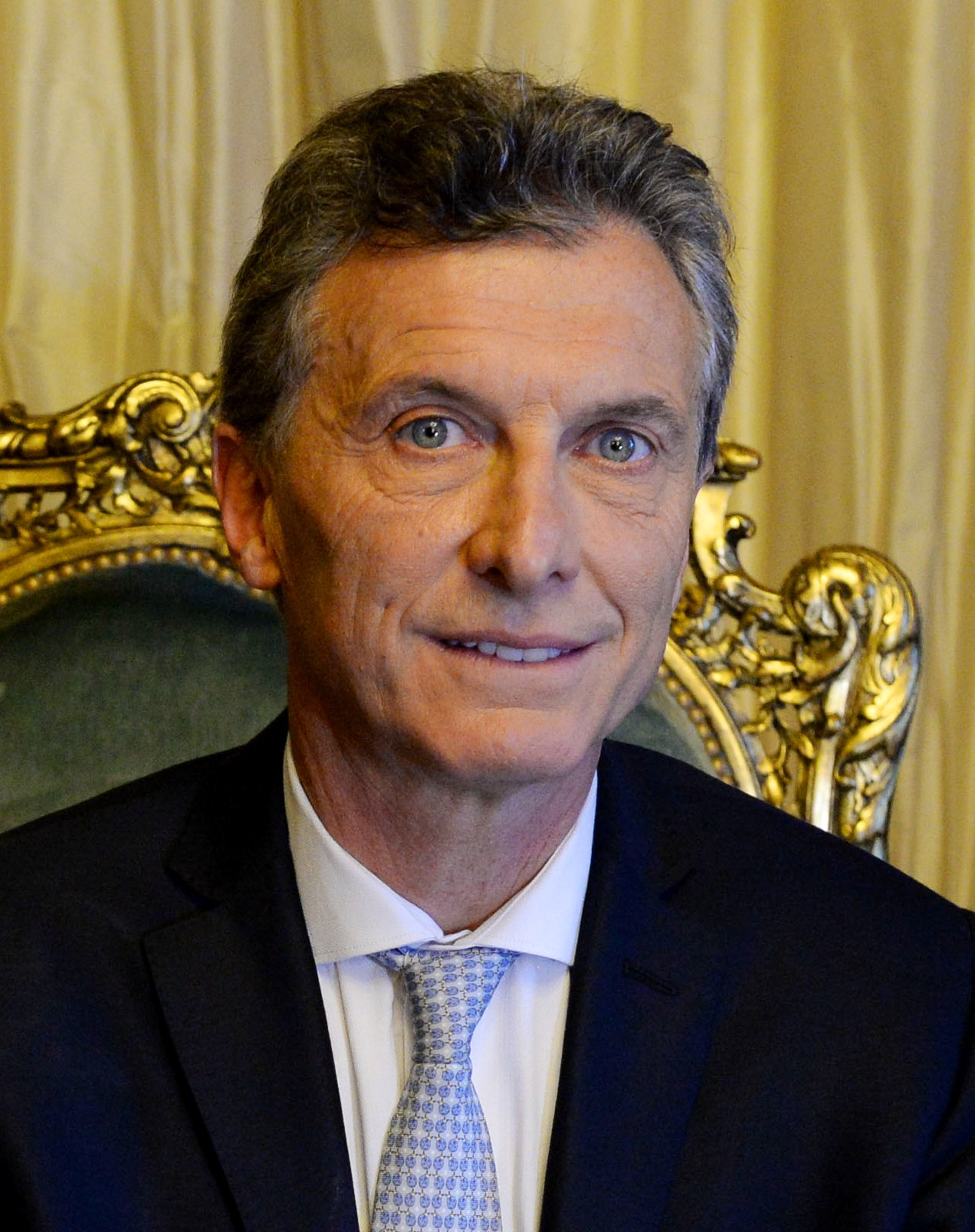
아르헨티나 마우리시오 마크리 대통령
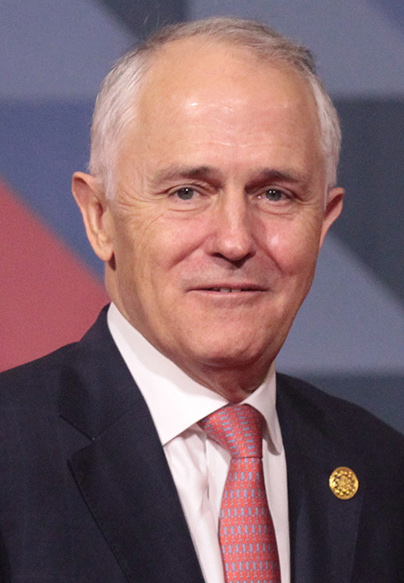
오스트레일리아 맬컴 턴불 연방총리
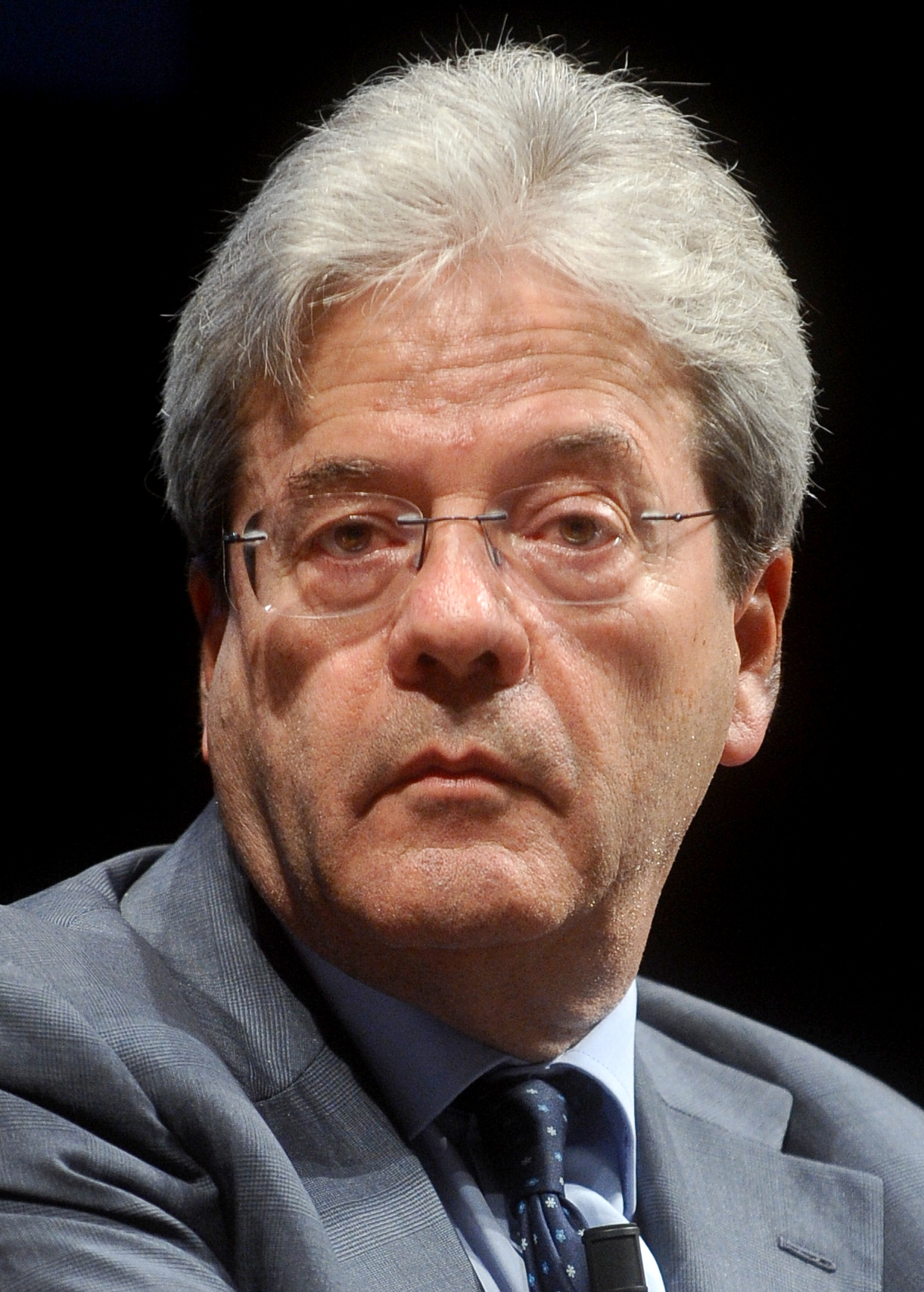
이탈리아 파올로 젠틸로니 각료평의회 의장
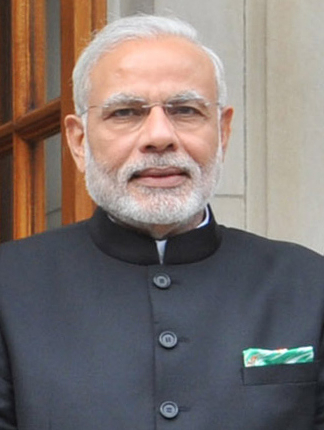
인도 나렌드라 모디 총리
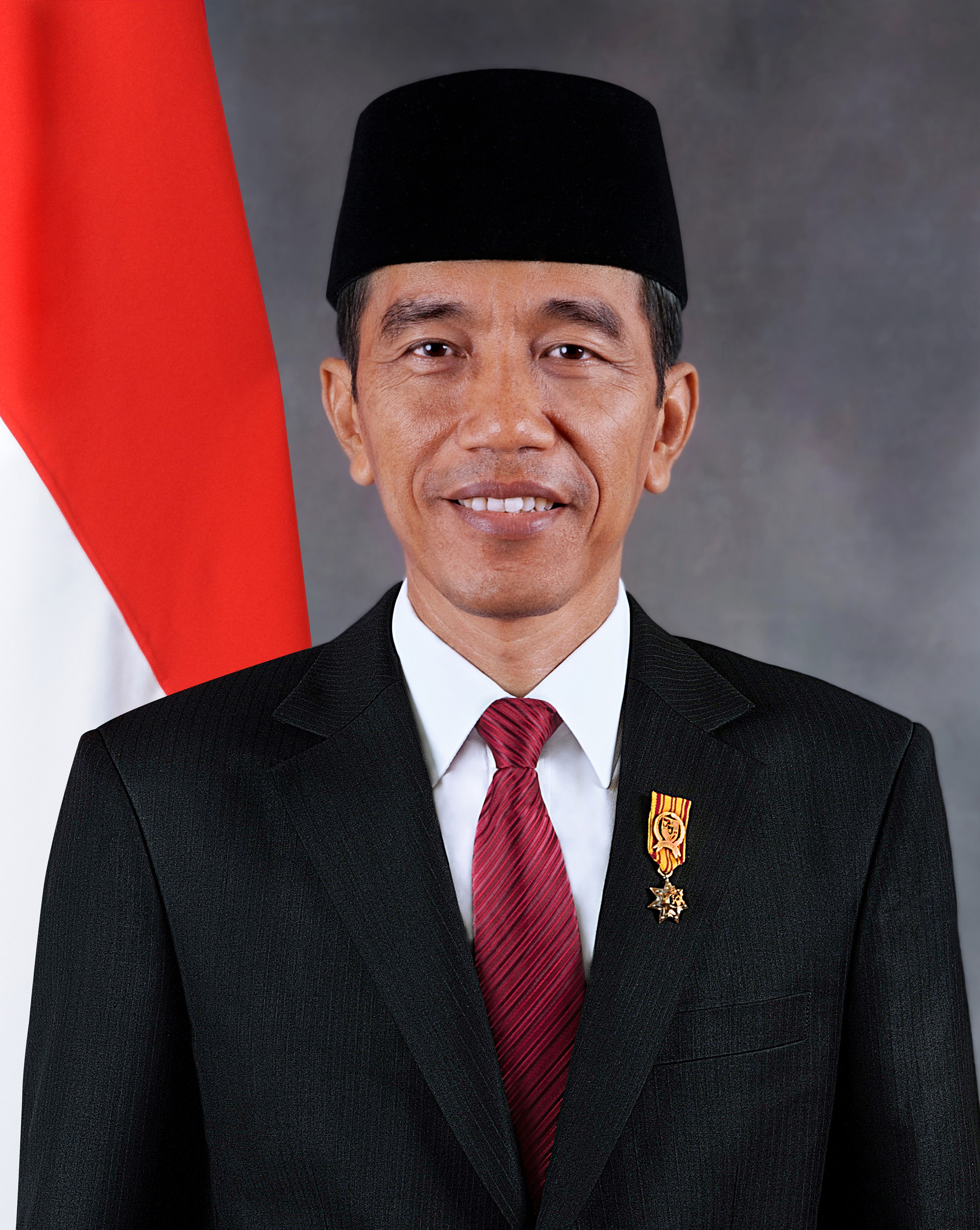
인도네시아 조코 위도도 대통령
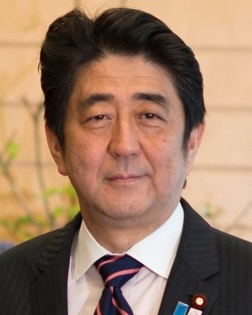
일본 아베 신조 내각총리대신
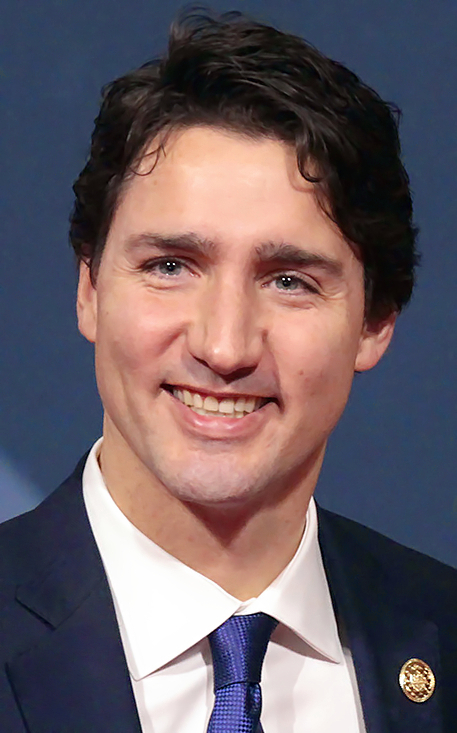
캐나다 쥐스탱 트뤼도 총리
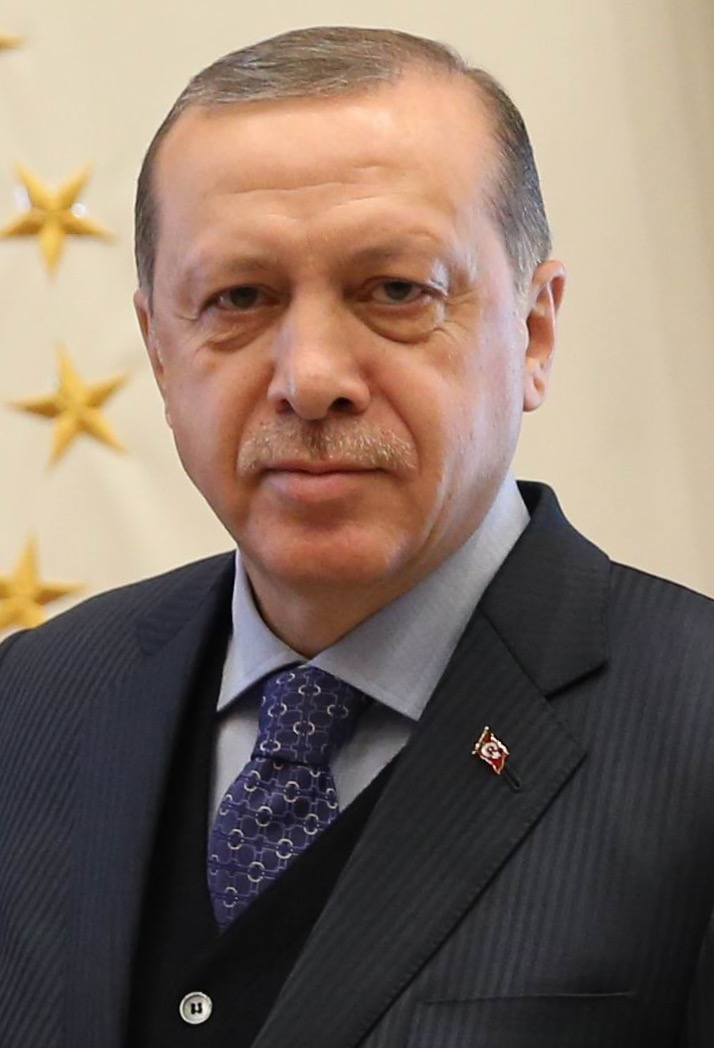
튀르키예 레제프 타이이프 에르도안 대통령
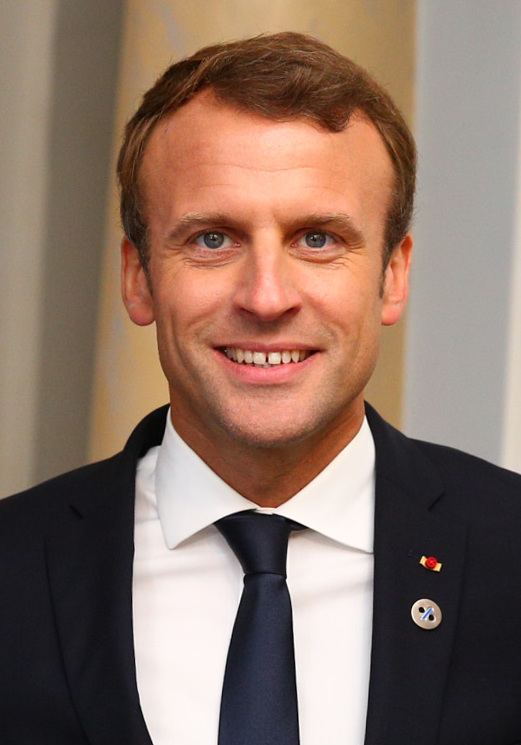
프랑스 에마뉘엘 마크롱 대통령
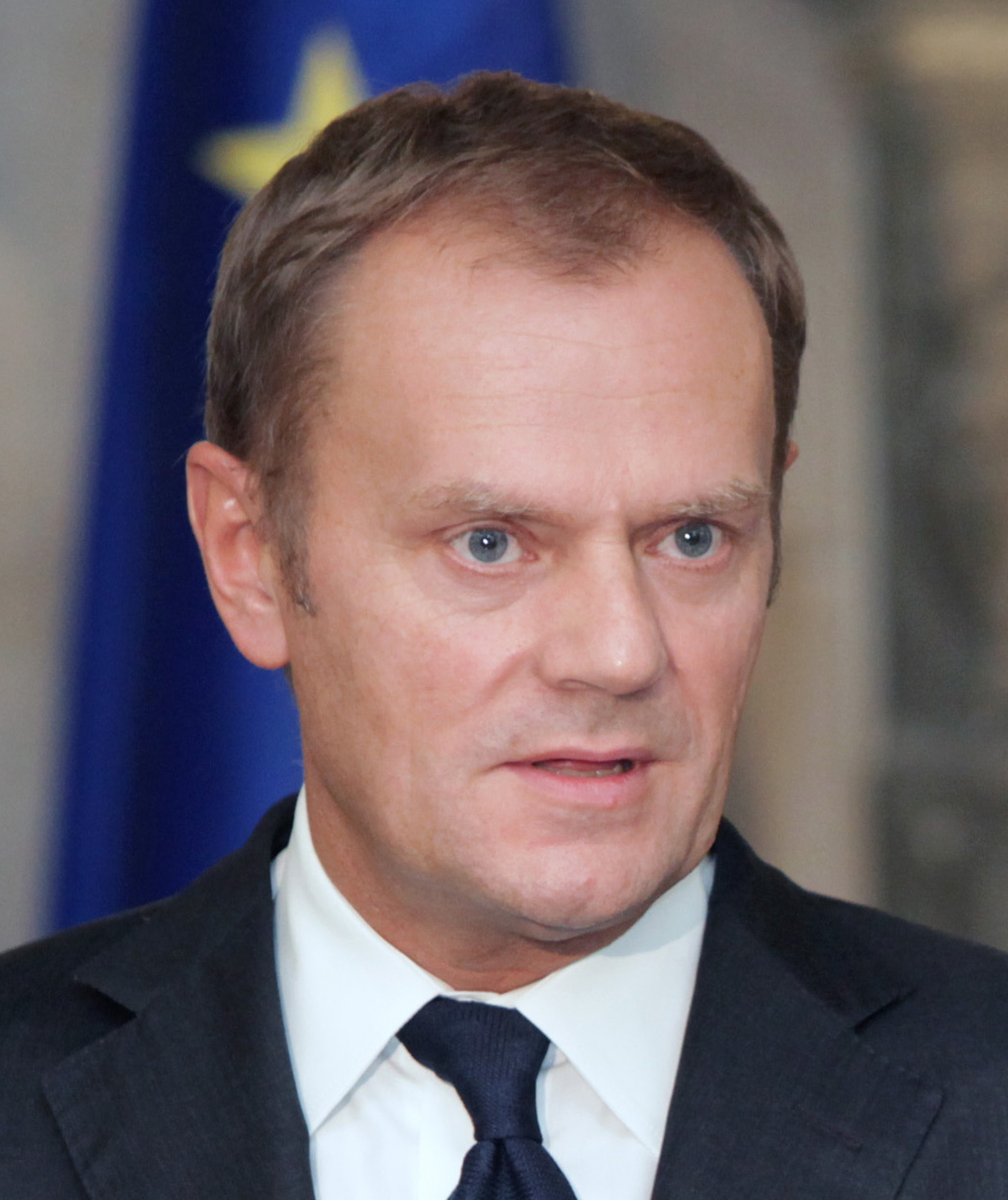
유럽 연합 도널드 투스크 유럽 이사회 의장
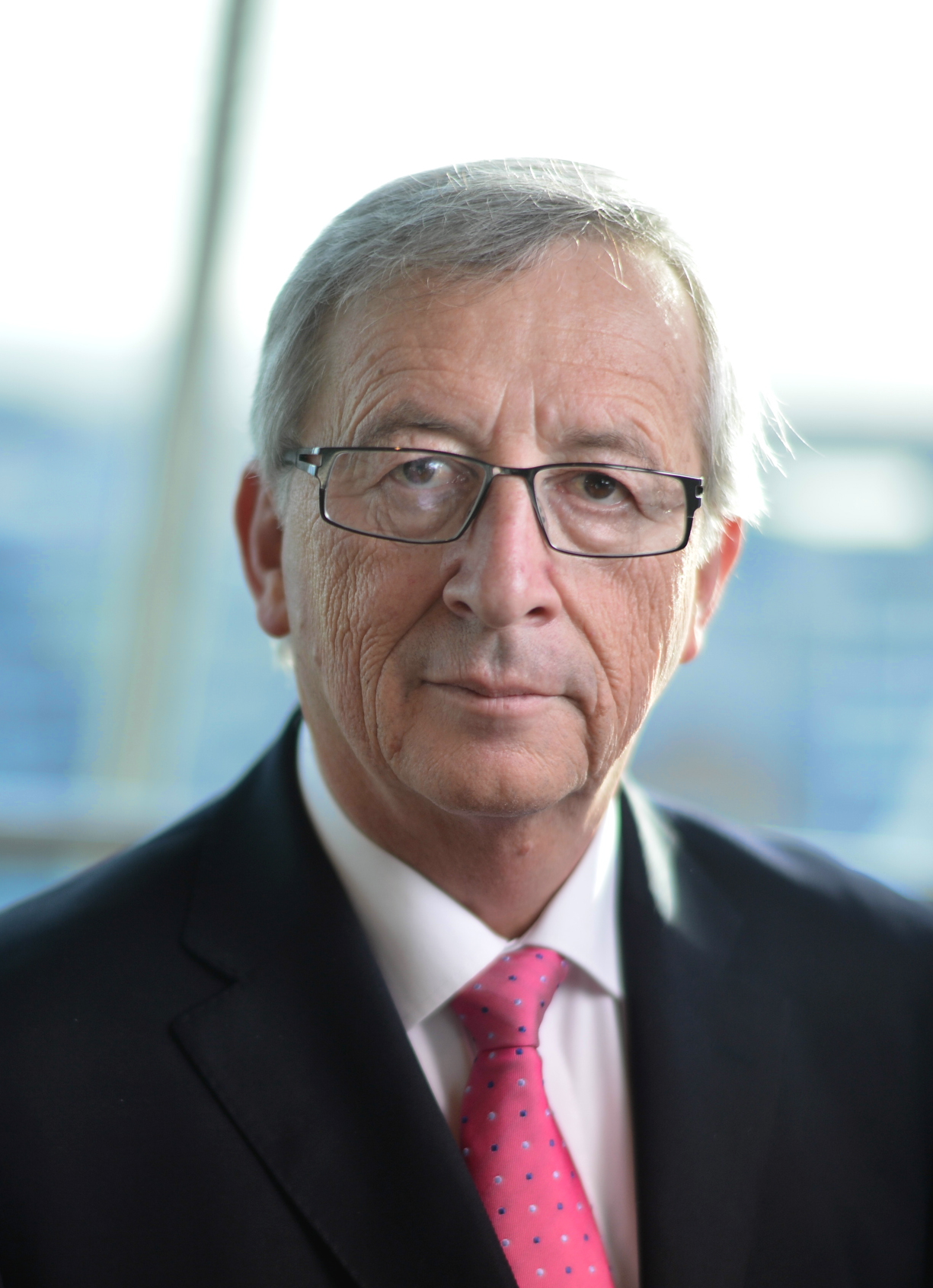
유럽 연합 장클로드 융커 유럽 연합 집행위원회 위원장

### 초청 귀빈

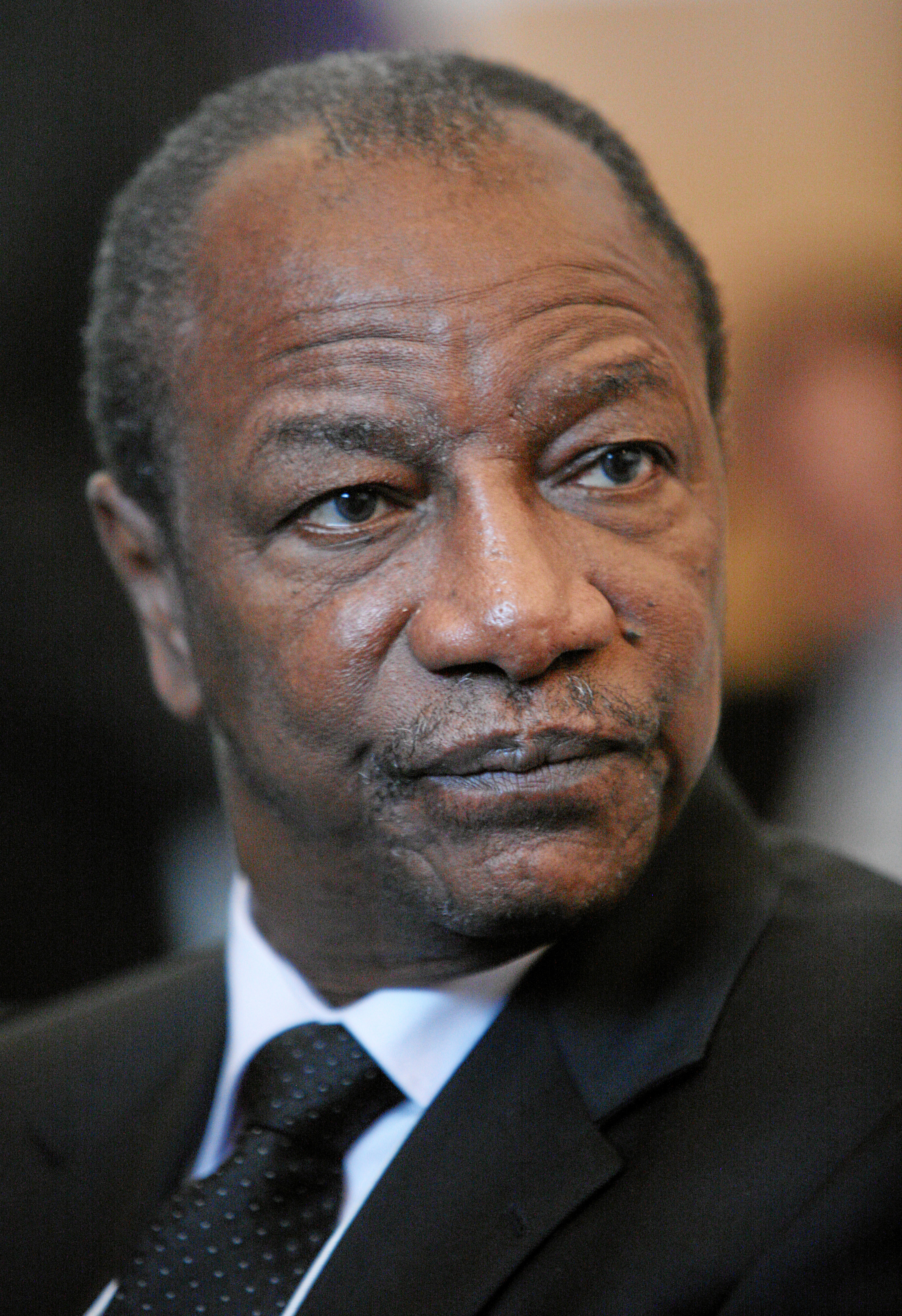
GIN 알파 콩데 대통령 (2017년 아프리카 연맹 의장국)
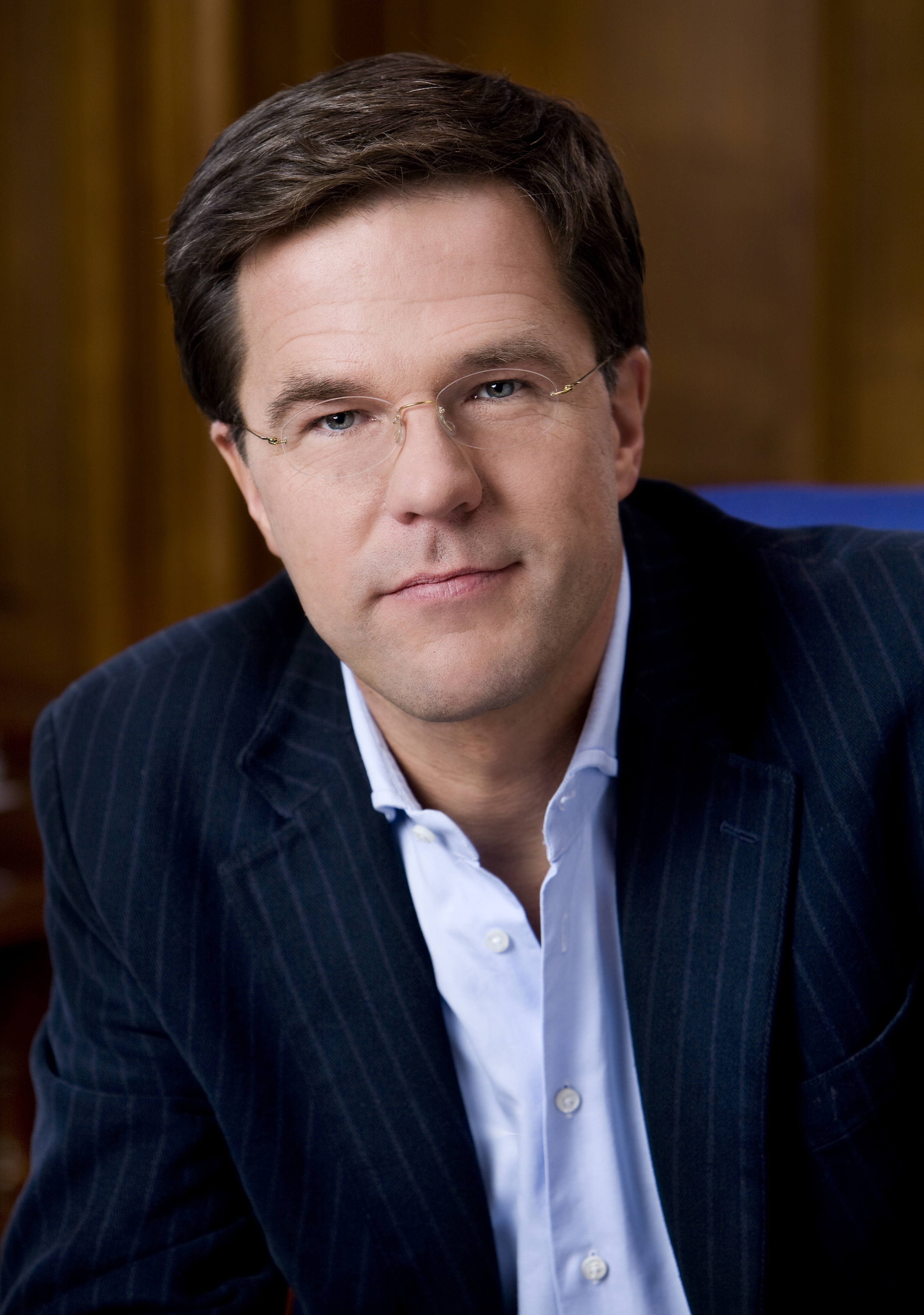
NLD 마르크 뤼터 총리 (초청 귀빈)
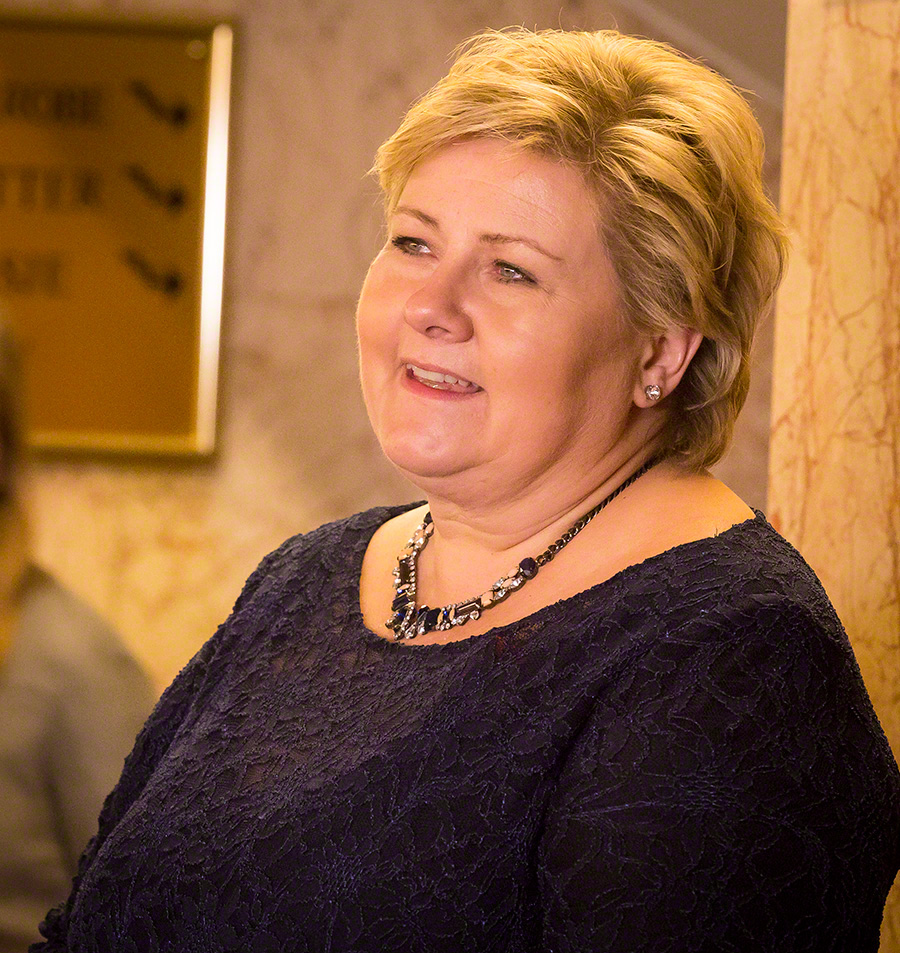
NOR 에르나 솔베르그 총리 (초청 귀빈)
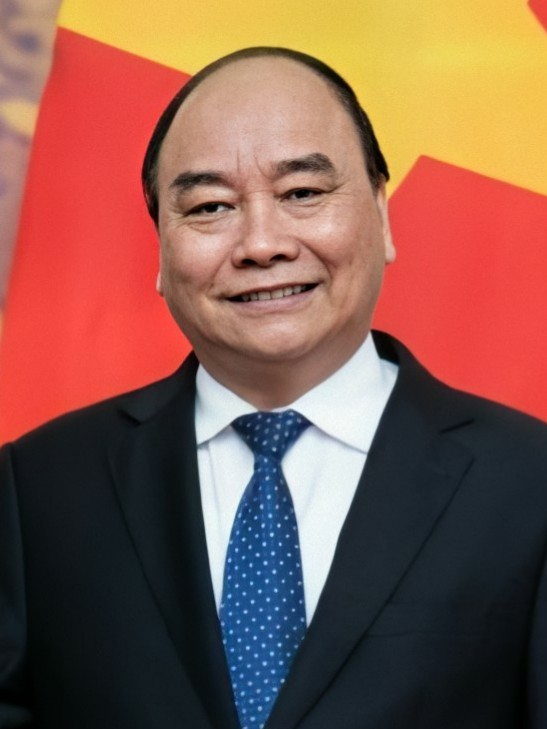
VNM 응우옌쑤언푹 총리 (APEC 의장국)
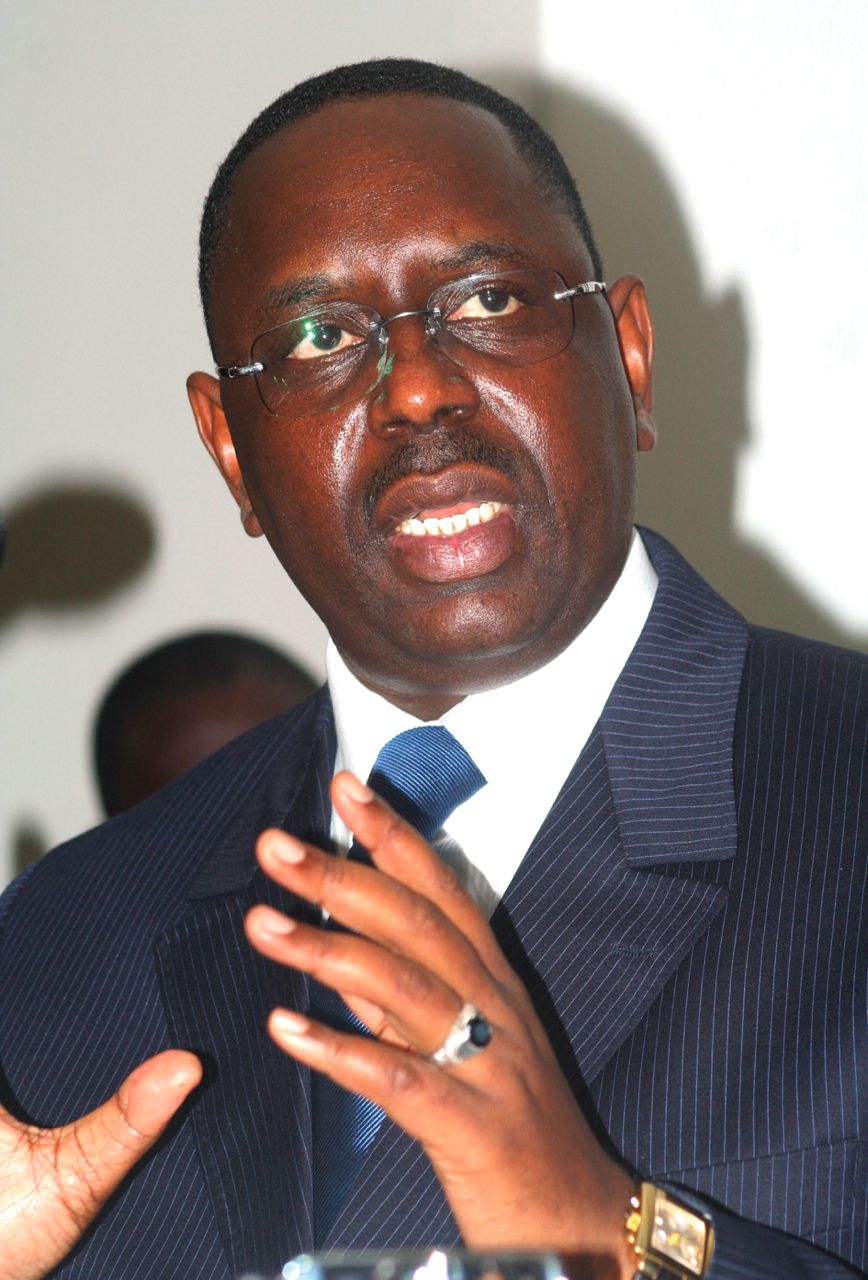
SEN 마키 살 대통령 (NEPAD 의장국)
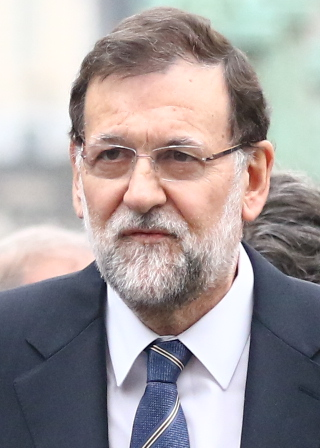
ESP 마리아노 라호이 총리 (영구 초청 귀빈)
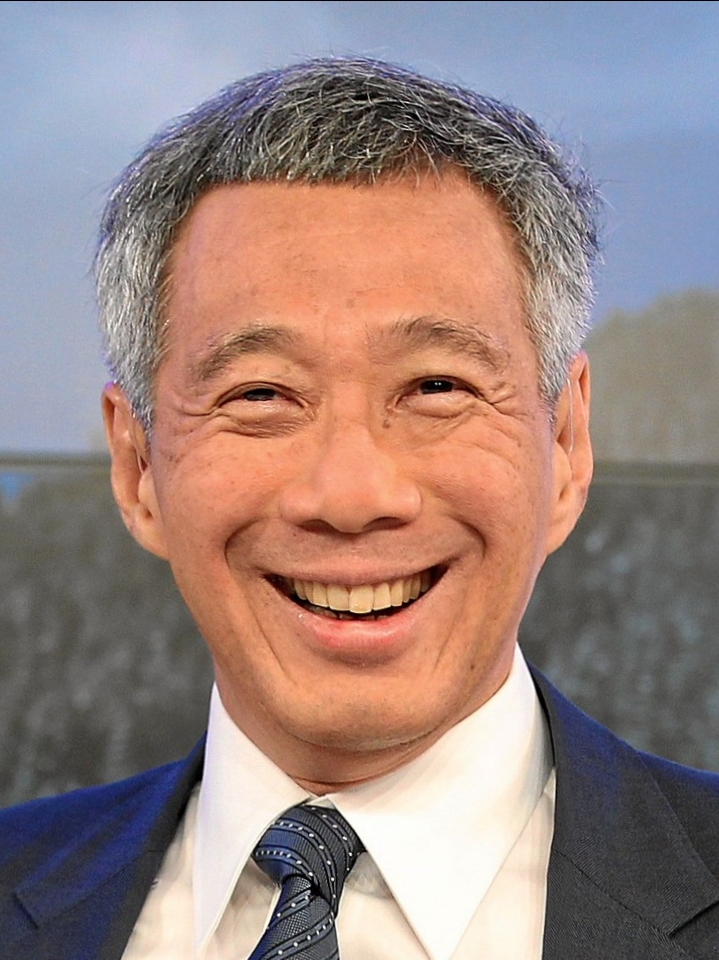
SGP 리셴룽 총리 (초청 귀빈)
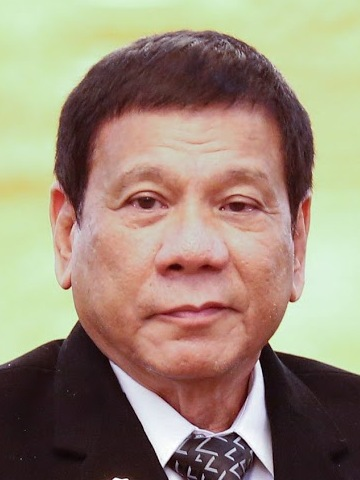
PHL 로드리고 두테르테 대통령 (2017년 ASEAN 의장국)

- 기니
알파 콩데 대통령 (2017년 아프리카 연맹 의장국)
- 네덜란드
마르크 뤼터 총리 (초청 귀빈)
- 노르웨이
에르나 솔베르그 총리 (초청 귀빈)[2]
- 베트남
응우옌쑤언푹 총리 (APEC 의장국)
- 세네갈
마키 살 대통령 (NEPAD 의장국)
- 스페인
마리아노 라호이 총리 (영구 초청 귀빈)
- 싱가포르
리셴룽 총리 (초청 귀빈)[3][2]
- 필리핀
로드리고 두테르테 대통령 (2017년 ASEAN 의장국)